# Dong Fangzhuo
Dong Fangzhuo (kinesiska: 董方卓) född 23 januari 1985 är en kinesisk fotbollsspelare som värvades till Manchester United FC från Dalian Shide redan 2004 men han fick då inget uppehållstillstånd i Storbritannien utan lånades istället ut till Antwerp FC i den belgiska andraligan.

## Meriter
- Premier Senior League 2005 (Man U)
- China league juniors cup 2003 (Dalian Shide Jenzei)